# La màquina del temps (novel·la)
La màquina del temps (The Time Machine en el seu títol original anglès) és una novel·la distòpica de ciència-ficció postapocalíptica escrita per H. G. Wells el 1895 sobre un científic victorià (el «Viatger en el Temps») que viatja aproximadament 800.806 anys cap al futur. L'obra contribuí a la popularització del concepte del viatge en el temps mitjançant l'ús d'un vehicle o dispositiu per viatjar de manera intencionada i selectiva cap endavant o cap enrere en el temps. El terme «màquina del temps», encunyat per Wells, s'utilitza ara gairebé universalment per referir-se a aquest vehicle o dispositiu.
Utilitzant una història marc ambientada a la contemporània Anglaterra victoriana, el text de Wells se centra en el relat d'un viatger del temps anònim cap al futur llunyà. Obra d' història futura i evolució especulativa, La màquina del temps s'interpreta avui en dia com un comentari sobre la creixent desigualtat i les divisions de classes de l'era de Wells, qui les projecta en la forma de dues espècies humanes separades: el bells i infantils Elois, i els Morlocks salvatges i simescs, descendents llunyans de les classes altes i baixes contemporànies respectivament. Es creu que la representació de Wells dels Elois com una raça que viu en plenitud i abundància es va inspirar en la novel·la romàntica utòpica News from Nowhere (1890), tot i que l'univers de la novel·la de Wells és notablement més salvatge i brutal.
En el prefaci de 1931 al llibre, Wells va escriure que La màquina del temps li semblava «una obra molt juvenil per a un escriptor ara madur, ara que la llegeixo de nou», tot i que «l'escriptor no sent cap remordiment per aquesta obra juvenil».
La màquina del temps s'ha adaptat a dos llargmetratges del mateix nom, a més de dues versions televisives i moltes adaptacions en còmics. També ha inspirat indirectament moltes més obres de ficció en moltes produccions mediàtiques.

## Procés d'elaboració
Wells havia considerat la noció de viatge en el temps abans, en un conte titulat «The Chronic Argonauts» (1888). Aquest treball, publicat en un diari universitari, va ser la base de The Time Machine. Sovint va afirmar que havia pensat a utilitzar part d'aquest material en una sèrie d'articles a la Pall Mall Gazette, però en resposta a una sol·licitud de W.E. Henley, l'editor de National Observer, va reescriure «The Chronic Argonauts» en una sèrie de set assaigs de ficció vagament connectats que es van publicar de manera anònima al diari del 17 de març al 23 de juny de 1894.
Amb l'estímul de Henley, Wells va continuar treballant en la història i, a finals d'any, quan Henley va rebre el càrrec d'editor de la revista de l'editorial Heinemann The New Review, va fer que la història es publiqués allà en forma serialitzada entre gener i maig de 1895, per a les quals Wells va cobrar 100 lliures (equivalent a unes 17.800 euros d'avui). Henry Holt and Company va publicar la primera edició del llibre (possiblement preparada a partir d'un manuscrit diferent) el 7 de maig de 1895; Heinemann va publicar una edició en anglès el 29 de maig. Aquestes dues edicions són diferents textualment i tendeixen a anomenar-se el «text de Holt» i «text de Heinemann», respectivament. Gairebé totes les reimpressions modernes reprodueixen el text de Heinemann.
La història reflecteix les pròpies opinions polítiques socialistes de Wells, la seva visió sobre la vida i l'abundància, i l'angoixa contemporània per les relacions laborals industrials. També està influenciat per les teories de Ray Lankester sobre la degeneració social i comparteix molts elements amb la novel·la d'Edward Bulwer-Lytton Vril, the Power of the Coming Race (1871). També es creu que la societat dels Elois de Wells comparteix moltes característiques amb les obres d'altres socialistes anglesos, sobretot William Morris i la seva obra News from Nowhere (1890), en què els diners es descriuen com a irrellevants i el treball només s'emprèn com una forma de plaer. En la posterior reavaluació del llibre per part de Wells, publicada en el prefaci de l'edició de 1931 de La màquina del temps, aquest va escriure que l'obra «ha durat tant com la bicicleta moderna, que va crear-se aproximadament al mateix temps», i estava «segur que el sobreviurà», donant fe del poder del llibre.
Wells va basar-se en les experiències personals i la seva infància, quan la classe treballadora passava literalment gran part del seu temps sota terra. La seva pròpia família passava la major part del temps en una cuina fosca del soterrani quan no estaven treballant a la botiga del seu pare. Més tard, la seva mare treballaria com a mestressa en una casa amb túnels a sota, on el personal i els criats vivien en barris subterranis.
Aquesta obra és un dels primers exemples del subgènere de la mort de la Terra. La part de la novel·la on el Viatger del Temps es troba en un futur llunyà on el sol és enorme i vermell també situa La màquina del temps dins del camp de l'escatologia; és a dir, l'estudi de la fi dels temps, la fi del món i el destí final de la humanitat.

## Argument

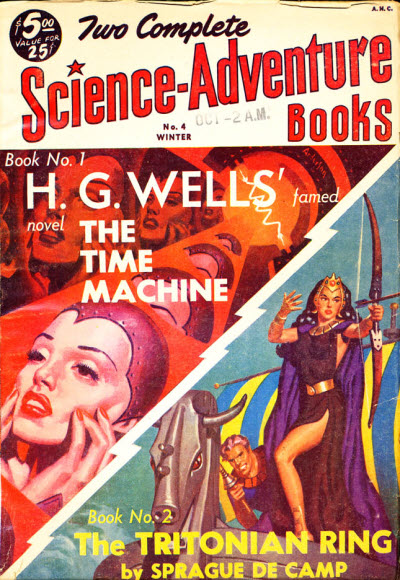
La màquina del temps es va reimprimir a Two Complete Science-Adventure Books el 1951.

Un anglès victorià, identificat només com el «Viatger del Temps», diu als seus convidats al seu sopar setmanal que té una verificació experimental d'una màquina que pot viatjar en el temps. Els ensenya el que diu que és una maqueta petita, i veuen com desapareix. Diu que té una màquina gran gairebé acabada al seu laboratori, en la qual una persona podria viatjar en el temps. Durant el sopar de la setmana següent, un viatger cansat i desgavellat explica als seus convidats el que va viure en el seu viatge cap al futur.
A la nova narració, el viatger del temps es dirigeix cap al futur, observant les coses que es mouen en moviment ràpid al seu voltant. Veu desaparèixer la seva casa i convertir-se en un jardí exuberant. El viatger s'atura l'any 802.701 i coneix els Elois, una societat d'humanoides petits i infantils. Viuen en comunitats petites dins d'edificis grans i futuristes, però en deteriorament, i segueixen una dieta basada en fruites. Els seus esforços per comunicar-se amb ells es veuen obstaculitzats per la seva falta de curiositat o disciplina. Semblen feliços i despreocupats, però temen la foscor, sobretot les nits sense lluna. No donen resposta a les desaparicions nocturnes, possiblement perquè estàn tant esporruguits d'aquestes. Després d'explorar els voltants de les residències dels Elois, el viatger arriba al cim d'un turó que domina el que abans va ser Londres i troba les ruïnes del que abans va ser una metròpoli. Conclou que tot el planeta es va convertir en un jardí, amb poc rastre de la societat humana o l'enginyeria dels centenars de milers d'anys anteriors, i que el comunisme s'ha assolit per fi. També teoritza que la intel·ligència sorgeix de la necessitat; sense desafiaments reals als quals s'enfronten els Elois, han perdut l'esperit, la intel·ligència i la forma física de la humanitat en el seu apogeu.
Tornant al lloc on va arribar, el Viatger troba la seva màquina desapareguda; confia que almenys no ha viatjat en el temps, ja que li havia tret les palanques. Més tard, es troba amb els Morlocks, troglodites semblants als simis que viuen a la foscor sota terra i només afloren de nit. Deduint que podrien haver robat la seva màquina del temps, explora un dels molts «pous» que condueixen a les cases dels Morlock i els descobreix fent funcionar la maquinària i la indústria que fan possible el paradís sobre terra dels Elois. S'adona que els Morlock controlen i s'alimenten dels Elois. El viatger especula que la raça humana ha divergit en dues espècies: l'aristocràcia afavorida s'ha convertit en els Elois i els seus servents s'han convertit en els Morlocks.
Mentrestant, rescata l'Eloi Weena de l'ofegament, ja que cap dels altres Elois no se n'adona de la seva difícil situació. El viatger porta Weena amb ell en una expedició al «Palau de la porcellana verda», una estructura llunyana que resulta ser un museu abandonat. Aquí, el viatger troba uns llumins sense usar i crea una arma crua contra els Morlocks, contra els qui ha de lluitar per recuperar la seva màquina. Té previst tornar a Weena al seu temps per salvar-la dels horrors del món futur. Com que el cansat viatge de tornada a casa de Weena és massa per a ells, s'aturen al bosc per passar la nit. Finalment són atacats per Morlocks i Weena es desmaia. El viatger s'escapa quan un petit incendi que va deixar darrere d'ells per repel·lir els Morlocks es converteix en un incendi forestal; La Weena i els Morlocks es perden enmig de l'incendi.
Els Morlocks obren l'Esfinx i utilitzen la màquina com a esquer per capturar el viatger angoixat, sense entendre que pot utilitzar l'aparell per escapar. Torna a connectar les palanques abans de viatjar més endavant fins a aproximadament 30 milions d'anys després de la seva època. Allà, veu alguns dels últims éssers vius d'una Terra moribunda: criatures semblants a crancs que passegen per platges de color vermell sang perseguint enormes papallones, en un món cobert de vegetació liquenoide. Continua fent salts cap endavant a través del temps, veient que la rotació de la Terra s'atura i que el sol es fa més gran, més vermell i més tènue, i el món es queda en silenci i es congela quan els últims éssers vius s'extingeixen.
Aclaparat, torna al seu temps, arribant al laboratori només tres hores després d'haver marxat. Arriba tard al seu propi sopar, i després de sopar, el Viatger relata les seves aventures als seus visitants incrèduls, donant com a prova dues flors blanques inusuals que Weena va posar a la butxaca.
El narrador original relata que va tornar a casa del Viatger l'endemà, trobant-lo preparant-se per a un altre viatge i prometent tornar en poc temps. Després de tres anys d'espera, però, el narrador diu que el Viatger no ha tornat.

## Text esborrat
Una secció del capítol tretzè de la sèrie publicada a New Review (maig de 1895) no apareix a cap de les edicions del 1895 del llibre. Va ser redactat a proposta de l'editor de Wells, William Ernest Henley, que volia que Wells l'ajudés allargant el text amb, entre altres coses, una il·lustració de «la degeneració definitiva» de la humanitat. «Hi va haver una petita lluita», va recordar després Wells, «entre jo i WE Henley que volia, va dir, posar una mica d'«escriptura» al conte. Però l'escriptor estava oposat a aquest tipus de coses, les interpolacions de Henley es van tornar a retallar i ell va tenir a la seva manera el seu text». Aquesta part de la història es va publicar en un altre lloc com The Final Men (1940) i The Grey Man.
El text esborrat relata un incident immediatament després de la fugida del Viatger dels Morlocks. Es troba en un futur llunyà en un erm cobert de gelades amb herbes senzilles i arbustos negres, poblat d'herbívors peluts i saltadors que s'assemblen a cangurs. En mata un amb una roca, i després d'un examen més atent s'adona que probablement són els descendents dels humans, Elois i Morlocks. Un artròpode gegantesc i semblant a un centpeus s'acosta i el Viatger fuig cap a l'endemà, trobant que la criatura aparentment s'ha menjat el petit humanoide. Les edicions de Dover Press i Easton Press de la novel·la restauren aquest segment esborrat.

## Comentaris acadèmics

### Subtext dels nomsEloiiMorlock
El nom Eloi és el plural hebreu d'Elohim, o d'altres déus menors, a l'Antic Testament.
La font de Wells per al nom Morlock és menys clara. Pot referir-se al déu cananeu Moloch associat amb el sacrifici de nens. El nom Morlock també pot ser un joc de mollocks –com es deien a si mateixos els miners– o una paraula escocesa per a escombraries, o una referència a la comunitat dels Morlacs a Dalmàcia.

### Símbols
La màquina del temps es pot llegir com una novel·la simbòlica. La pròpia màquina del temps es pot veure com un símbol, i hi ha diversos símbols a la narració, com l'Esfinx, les flors i el foc.
- L'estàtua de l'Esfinx és el lloc on els Morlocks amaguen la màquina del temps i fa referència a l'Esfinx a la història d'Èdip, que planteja un enigma que primer ha de resoldre abans de poder passar.[29] L'Esfinx va aparèixer a la portada de la primera edició de Londres tal com va demanar Wells i hauria estat un símbol familiar per als seus lectors.[27]
- Les flors blanques poden simbolitzar la devoció i la innocència de Weena en contrast amb la maquinària de la màquina del temps.[29] Són l'única prova que la història del viatger del temps és certa.
- El foc simbolitza la civilització: el viatger del temps l'utilitza per allunyar els morlocks, però s'escapa del seu control i es converteix en un incendi forestal.[29]

## Adaptacions

### Ràdio i àudio

#### 7è viatge
L'any 2000, Alan Young va llegir The Time Machine per a 7th Voyage Productions, Inc. per celebrar el 120è aniversari de la novel·la.

#### Emissió de 2009 de la BBC Radio 3
Robert Glenister va interpretar el Viatger del Temps, amb William Gaunt com a HG Wells en una nova dramatització radiofònica de 100 minuts escrita per Philip Osment, dirigida per Jeremy Mortimer com a part d'una temporada de ciència-ficció de la BBC Radio. Aquesta va ser la primera adaptació de la novel·la per a la ràdio britànica. Va ser emès per primera vegada el 22 de febrer de 2009 a BBC Radio 3 i posteriorment publicat com a llibre d'àudio de la BBC de 2 CD.

#### Big Finish
El 5 de setembre de 2017, Big Finish Productions va publicar una adaptació de The Time Machine. Aquesta adaptació va ser escrita per Marc Platt i protagonitzada per Ben Miles com el Viatger del Temps. Platt va explicar en una entrevista que adaptar The Time Machine a l'àudio no era gaire diferent que escriure per Doctor Who, i que podia veure d'on provenien algunes de les arrels dels primers Doctor Who.

### Adaptacions cinematogràfiques

#### Pel·lícula per televisió de la BBC del 1949
La primera adaptació visual del llibre va ser una retransmissió per televisió en directe des de l'Alexandra Palace el 25 de gener de 1949 produïda per la BBC i protagonitzada per Russell Napier com el Viatger del Temps i amb Mary Donn com a Weena. No es va fer cap gravació d'aquesta emissió en directe; l'únic que roman de la producció és el guió i unes quantes fotografies en blanc i negre. Una lectura del guió, però, suggereix que aquesta adaptació es va mantenir bastant fidel al llibre.

#### Pel·lícula de 1960
El 1960, la novel·la es va convertir en una pel·lícula de ciència-ficció als Estats Units, també coneguda promocionalment com H.G. Wells's The Time Machine. La pel·lícula va ser protagonitzada per Rod Taylor, Alan Young i Yvette Mimieux i produïda i dirigida per George Pal. La pel·lícula va guanyar un premi Oscar pels efectes fotogràfics de filmació a intervals que mostren el món canviant ràpidament.

#### Pel·lícula del 2002
La pel·lícula de 1960 es va tornar a fer l'any 2002, protagonitzada per Guy Pearce com el Viatger del Temps, ara un professor d'enginyeria mecànica anomenat Alexander Hartdegen, Mark Addy com el seu col·lega David Philby, Sienna Guillory com la desafortunada promesa d'Alex, Emma, Phyllida Law com la senyora Watchit i Jeremy Irons com a Uber-Morlock.